# Giuseppe Guerini
Giuseppe Guerini (Gazzaniga, 14 februari 1970) is een voormalig Italiaans wielrenner.

## Biografie
Guerini werd prof in 1993 en boekte zijn eerste zege een jaar later: een etappe in de Ronde van Portugal. De klimmer Guerini liet zich echter vooral zien in de Ronde van Italië, waar hij in 1995 twee keer tweede in een etappe werd. In 1997 werd hij derde in het eindklassement, iets wat hij een jaar later herhaalde, toen hij bovendien een etappe won. In 1999 verliet Guerini echter zijn Italiaanse werkgever om voor het Duitse Telekom te gaan rijden, waar hij Jan Ullrich zou moeten bijstaan in de Ronde van Frankrijk.
Ullrich was echter dat jaar geblesseerd en moest de Tour aan zich voorbij laten gaan, zodat Guerini voor zijn eigen kansen mocht gaan. Het leverde hem een prestigieuze zege op in de etappe naar L'Alpe d'Huez, die echter vooral om een andere reden de geschiedenis in zou gaan: op nog geen twee kilometer van de top botste Guerini, die een kleine voorsprong had op zijn achtervolgers, tegen een foto-toerist. Hij kwam ten val, leek kansloos voor de etappezege maar wist uiteindelijk toch nog alleen de finish te bereiken. De (Duitse) fotograaf zou later die avond zijn excuses komen aanbieden in het hotel van Guerini, die de excuses aanvaardde.
In de jaren die volgden zou Guerini uiteindelijk wel doen waar hij voor aangenomen was: in dienst rijden van zijn kopmannen. Op een etappe in de Catalaanse Week van 2002 en een paar ereplaatsen na bleef zijn palmares sinds die tijd lang leeg. In de Ronde van Frankrijk van 2005, nadat Guerini weer veel werk voor zijn kopmannen had opgeknapt, won hij echter een van de laatste etappes, door in de slotkilometers weg te springen uit een groepje van vier. Guerini reed in 2007 met de Ronde van Spanje zijn laatste wedstrijd als wielrenner.

## Resultaten in voornaamste wedstrijden
| Jaar | Ronde van Italië | Ronde van Frankrijk | Ronde van Spanje |
| ---- | ---------------- | ------------------- | ---------------- |
| 1993 |                  |                     | opgave           |
| 1994 | 32e              |                     |                  |
| 1995 | 31e              |                     |                  |
| 1996 | 22e              | 27e                 |                  |
| 1997 | ↑                | 53e                 |                  |
| 1998 | ↑ (1)            |                     | opgave           |
| 1999 |                  | 22e (1)             | opgave           |
| 2000 |                  | 26e                 |                  |
| 2001 | 44e              | 39e                 |                  |
| 2002 |                  | 80e                 |                  |
| 2003 |                  | 35e                 |                  |
| 2004 |                  | 25e                 |                  |
| 2005 |                  | 20e (1)             |                  |
| 2006 |                  | 25e                 |                  |
| 2007 |                  |                     | opgave           |

| Jaar | Milaan-San Remo | Luik-Bast.‑Luik | Ronde van Lombardije | Waalse Pijl |  | Wereldranglijsten |
| ---- | --------------- | --------------- | -------------------- | ----------- |  | ----------------- |
| 1993 |                 |                 | 19e                  |             |  |                   |
| 1994 | 105e            |                 |                      |             |  |                   |
| 1995 | 123e            |                 |                      |             |  |                   |
| 1996 | 161e            |                 |                      | 96e         |  |                   |
| 1997 |                 |                 |                      |             |  |                   |
| 1998 |                 |                 |                      |             |  |                   |
| 1999 |                 |                 |                      |             |  |                   |
| 2000 |                 |                 |                      |             |  |                   |
| 2001 |                 |                 |                      |             |  |                   |
| 2002 |                 |                 |                      |             |  |                   |
| 2003 |                 | 63e             |                      | 100e        |  |                   |
| 2004 |                 | 116e            |                      | 87e         |  |                   |
| 2005 |                 |                 |                      |             |  | 145e (UPT)        |
| 2006 |                 |                 |                      |             |  |                   |
| 2007 |                 |                 |                      |             |  |                   |